# Xiphidiopsis parallela
Xiphidiopsis parallela är en insektsart som beskrevs av Bei-bienko 1962. Xiphidiopsis parallela ingår i släktet Xiphidiopsis och familjen vårtbitare. Inga underarter finns listade i Catalogue of Life.